# Berimbau Metalizado
"Berimbau Metalizado" é uma canção da cantora brasileira Ivete Sangalo, lançada em 26 de outubro de 2006 pela Universal Music. Logo depois do bem sucedido álbum As Super Novas, Doria, Duller e Miro Almeida (os compositores da canção) deram a música de presente para Sangalo e ela gravou a música e a gravadora lançou-a, mesmo sem fazer parte de nenhum álbum. Lançada apenas como single digital, a música surpreendeu a todos e se tronou um grande fenômeno.
A letra da música contém muitas falas sobre instrumentos e refere-se muito ao berimbau. A versão ao vivo da música fez parte do projeto Multishow Ao Vivo: Ivete no Maracanã e somente em 2008, a Som Livre colocou a música em estúdio no CD da série Perfil. Esse música foi certificada com Disco de Diamante pelos mais de 500 mil downloads pagos no Brasil, segundo a Pro-Música Brasil.

## Formatos e faixas
- CD single/download digital — versão estúdio[3]

1. "Berimbau Metalizado" - 3:35

- CD single/download digital — versão ao vivo[4]

1. "Berimbau Metalizado" (Ao Vivo) - 4:05
2. "Berimbau Metalizado" (Radio Edit) - 3:45

### Certificações
| Região — Associação        | Certificação | Vendas  |
| -------------------------- | ------------ | ------- |
| Brasil (Pro-Música Brasil) | Diamante     | 500.000 |

## Histórico de lançamento
| País           | Data                  | Formato          | Gravadora             |
| -------------- | --------------------- | ---------------- | --------------------- |
| Brasil         | 26 de Outubro de 2006 | download digital | Universal Music Group |
| Canadá         | 26 de Outubro de 2006 | download digital | Universal Music Group |
| Estados Unidos | 26 de Outubro de 2006 | download digital | Universal Music Group |
| França         | 26 de Outubro de 2006 | download digital | Universal Music Group |
| Portugal       | 26 de Outubro de 2006 | download digital | Universal Music Group |